# أندرياس هيدلاند
أندرياس هيدلاند (بالسويدية: Andreas Hedlund)‏ هو مغني وموسيقي سويدي، ولد في 17 نوفمبر 1973 في سكيلفتيا في السويد.

## وصلات خارجية
- أندرياس هيدلاند على موقع ميوزك برينز (الإنجليزية)
- أندرياس هيدلاند على موقع أول ميوزيك (الإنجليزية)
- أندرياس هيدلاند على موقع ديسكوغز (الإنجليزية)